# Planeta uitată
Planeta uitată (The Forgotten Planet) este un roman științifico-fantastic de Murray Leinster. A fost lansat în 1954 de către Gnome Press într-o ediție limitată de 5000 de exemplare. Romanul este bazat pe trei povestiri:  "The Mad Planet" și "The Red Dust" (apărute prima dată în revista Argosy în 1920 și 1921)  și "Nightmare Planet", care a fost publicată în Science Fiction Plus în 1953.  În limba română a apărut în 1996 la editura Neroadria, traducerea textului fiind realizată de Aurel Cărășel.

## Rezumat
O planetă a fost terraformată de oameni, mai întâi cu microbi și mai târziu cu plante și insecte. A treia expediție, destinată să finalizeze terraformarea prin aducerea unor animale, nu a avut loc niciodată. (Aceasta reprezintă o continuitate retroactivă introdusă în "Nightmare Planet.") Mii de ani, insectele și plantele au crescut la dimensiuni gigantice. Acțiunea romanului descrie lupta pentru supraviețuire a descendenților unei nave spațiale avariate, pe măsură ce aceștia se luptă cu furnici uriașe, muște de mărimea găinilor și viespi gigantice care zboară.

## Primire
Groff Conklin de la Galaxy Science Fiction a lăudat romanul ca fiind "unul dintre cele mai bune ale unui Leinster experimentat," declarând că "nu există aproape nimic în poveste care să nu fie de primă clasă." Revista lui Floyd C. Gale a calificat citirea romanului ca fiind o "experiență destul de plăcută". P. Schuyler Miller în mod similar a raportat că "bătrânul maestru este cel mai bun în acest [roman]." Anthony Boucher, cu toate acestea, a considerat că e o "o secvență interminabilă de războaie împotriva insectelor gigantice, [ceva] care pare a fi depășit astăzi."